# 16700 Seiwa
16700 Seiwa (1995 DZ) là một tiểu hành tinh vành đai chính được phát hiện ngày 22 tháng 2 năm 1995 bởi T. Kobayashi ở Oizumi.